# Серунгарина
Серунгарѝна (на италиански: Serrungarina, на местен диалект Sungarìna, Сунгарина) е малко градче в Централна Италия, община Коли ал Метауро, провинция Пезаро и Урбино, регион Марке. Разположено е на 309 m надморска височина.